# Zemljopis Indonezije
Indonezija je zemlja arhipelaga smještena u jugoistočnoj Aziji, između Indijskog i Tihog oceana. Nalazi se na strateškom položaju uz more ili duž glavnih morskih putova koji povezuju Istočnu Aziju, Južnu Aziju i Oceaniju. Indonezija je najveći arhipelag na svijetu. Različite regionalne kulture Indonezije oblikovane su stoljećima složenih interakcija s njezinim fizičkim okolišem.
Indonezija je zemlja arhipelaga, koja se prostire na oko 5120 kilometara od istoka prema zapadu i 1760 kilometara od sjevera prema jugu. Prema geoprostornom istraživanju koje je između 2007. i 2010. provela Nacionalna koordinacijska agencija za istraživanje i mapiranje (Bakosurtanal), Indonezija ima 13.466 otoka. Dok je ranije istraživanje provedeno 2002. godine od strane Nacionalnog instituta za aeronautiku i svemir (LAPAN) izjavilo da Indonezija ima 18.307 otoka. Prema CIA World Factbook-u postoji 17.508 otoka. Razlike u istraživanjima vjerojatno su uzrokovane ranijim različitim metodama istraživanja, uključujući plimne otoke, pješčane obale i stjenovite grebene, koji izlaze na površinu tijekom oseke i poniru tijekom oseke. Prema procjenama vlade Indonezije ima 8844 imenovanih otoka, od kojih je 922 stalno naseljeno. 
Pet glavnih otoka su: Sumatra, Java, Borneo (poznat kao Kalimantan u Indoneziji), Sulawesi i Nova Gvineja; dvije glavne otočne skupine su Mali sundski otoci i Molučki otoci te ima šezdeset manjih otočnih skupina. Četiri otoka dijele se s drugim zemljama: Borneo se dijeli s Malezijom i Brunejem; Sebatik, smješten na sjeveroistočnoj obali Kalimantana, dijeli se s Malezijom; Timor se dijeli s Istočnim Timorom; a Nova Gvineja dijeli se s Papuom Novom Gvinejom.
Indonezija ima ukupnu površinu od 1.904.569 četvornih kilometara, uključujući 93.000 četvornih kilometara kopnenih mora (tjesnaci, uvale i druge vodene površine). To je čini najvećom otočnom državom na svijetu. Dodatna okolna morska područja dovode općenito priznati teritorij Indonezije (kopno i more) na oko 5 milijuna km2. Vlada polaže pravo na ekskluzivnu ekonomsku zonu od 6.159.032 km2. To dovodi do ukupne površine od oko 7,9 milijuna km2.
Indonezija je transkontinentalna zemlja, jer se njezino područje sastoji od otoka koji se geološki smatraju dijelom Azije ili Australije. Tijekom pleistocena, Veliki Sundski otoci bili su povezani s azijskim kopnom, dok je Nova Gvineja bila povezana s Australijom. Karimatski prolaz, Javansko more i Arafursko more nastali su porastom razine mora na kraju pleistocena.